# Alanta (přítok Nevėžisu)
Alanta je řeka ve střední Litvě. Teče v okresech Ukmergė (Vilniuský kraj (pouze první 1 km) a Panevėžys (Panevėžyský kraj). Je to levý přítok řeky Nevėžis. Je 31,9 km dlouhá. Pramení 1,5 km na sever od městysu Lėnas, okres Ukmergė. Teče převážně severním směrem, pouze ve dvou úsecích a to u vsí Alantės a Alanta se nakrátko odklání směrem západním. Do Nevėžisu se vlévá u vsi Tautkūnai, 9 km na jihovýchod od krajského města Panevėžys jako jeho levý přítok 154,8 km od jeho ústí do Němenu. Průměrný spád je 87 cm/km, průměrný průtok je 0,6 m³/s.

## Přítoky
- Levé:

| Hydrologické pořadí | Řeka | Délka (km) | Povodí (km²) | Vzdálenost od ústí (km) | Ústí kde | Koordináty ústí |
| ------------------- | ---- | ---------- | ------------ | ----------------------- | -------- | --------------- |
| 13010112            | A-3  |            |              | 21,8                    |          |                 |
| 13010113            | A-1  |            |              | 16,5                    |          |                 |

- Pravé:

| Hydrologické pořadí | Řeka    | Délka (km) | Povodí (km²) | Vzdálenost od ústí (km) | Ústí kde | Koordináty ústí |
| ------------------- | ------- | ---------- | ------------ | ----------------------- | -------- | --------------- |
| 13010111            | A-4     |            |              | 26,0                    |          |                 |
| 13010114            | Bikilys | 20,2       |              | 14,2                    | Alanta   |                 |
|                     | Gariava |            |              |                         |          |                 |

## Přilehlé obce
- Kieliugala, Laukagaliai, Šilai, Laukagėliai, Miliešiškai, Alantės, Genėtiniai, Bedrės, Alanta, Maženiai, Kairiai, Velykiai, Joniškis, Klepšiai, Preidžiai, Pajuodžiai, Kerava, Tautkūnai.

## Jazykové souvislosti
Název Alanta vznikl ze starého litevského slova alėti – vesele téci, zurčet.